# Biserica „Sfântul Gheorghe” din Camencea
Biserica „Sfântul Gheorghe” este o biserică amplasată în Camencea, raionul Orhei, Republica Moldova. Este un monument istoric și arhitectural de importanță națională inclus în Registrul monumentelor Republicii Moldova ocrotite de stat cu nr. 1075 (raionul Orhei). Datează din 1926-1927.